# Königsstuhl (Rugia)

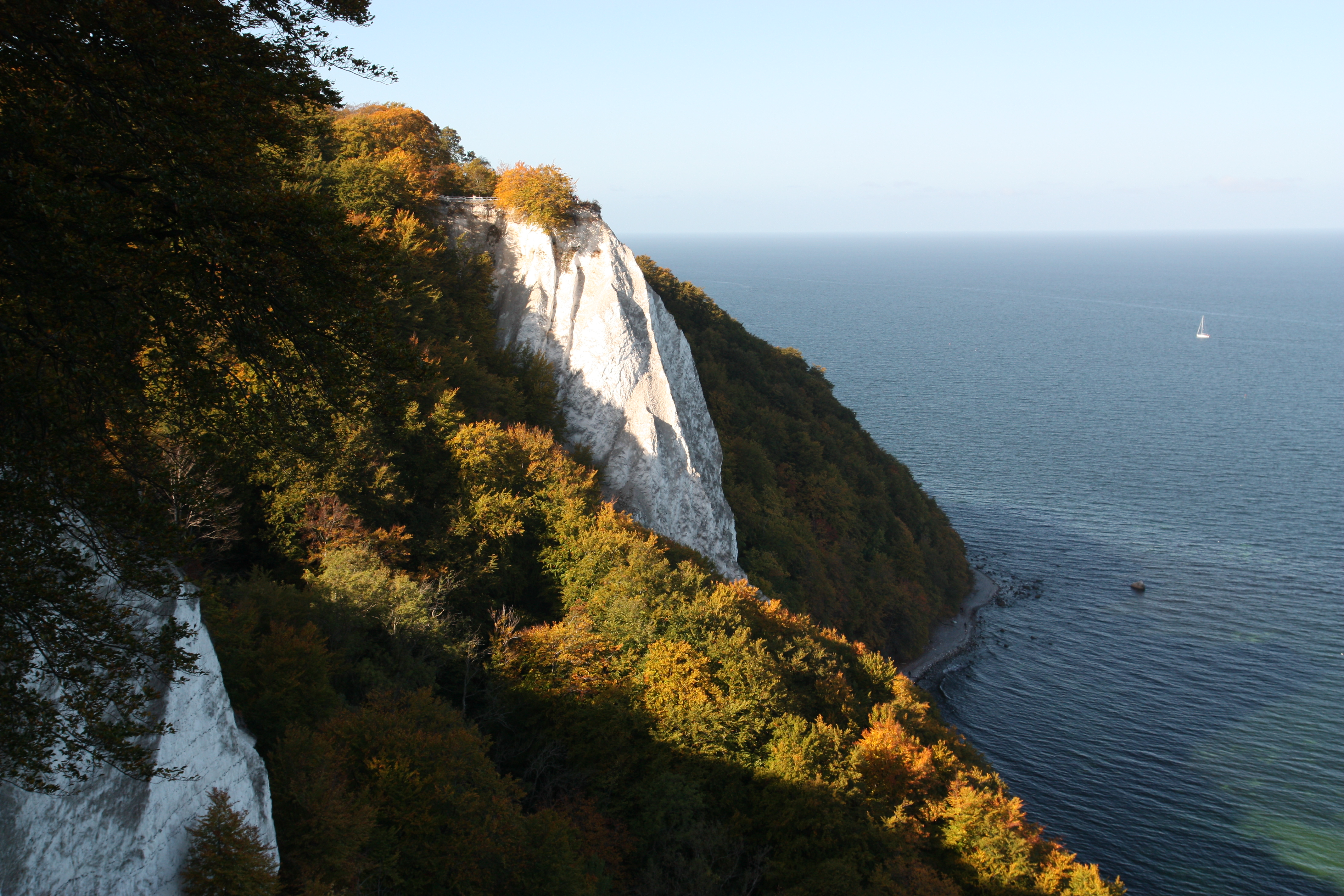
Königsstuhl

Tron Królewski (niem. Königsstuhl) – najsłynniejsza ze skał kredowych tworzących klif Stubbenkammer znajdujący się w Parku Narodowym Jasmund na wyspie Rugia w kraju związkowym Meklemburgia-Pomorze Przednie w RFN.
Skała ma wysokość 118 m n.p.m. Znajduje się na szlaku turystycznym o długości 11 km, prowadzącym wzdłuż wybrzeża morskiego z Sassnitz do Lohme. Tron Królewski, jak również przyległy do niego teren, został w roku 2004 włączony do Centrum Königsstuhl należące do Parku Narodowego Jasmund. Do centrum można również dostać się leśnym szlakiem o długości ok. 3 km wprost z parkingu w Hagen, dzielnicy gminy Lohme.
Wejście na teren centrum, jak i na punkt widokowy znajdujący się na szczycie skały jest płatny.
Na szczyt Tronu Królewskiego prowadzą wąskie, ale masywne schody granitowe. Obok znajduje się pochodzący prawdopodobnie z epoki brązu kurhan. Sam punkt widokowy ma powierzchnię 200 m². Ze szczytu rozpościera się widok na Morze Bałtyckie oraz na sąsiednie skały kredowe. Natomiast samą skałę najlepiej podziwiać z położonego nieopodal punktu widokowego Victoria-Sicht od strony południowej.
Do tej pory nie ustalono jednoznacznie pochodzenia nazwy „Tron Książęcy”. Między innymi odwołuje się do roku 1715, w którym to szwedzki król Karol XII Szwedzki rzekomo z tego miejsca miał obserwować bitwę morską z Duńczykami. Podobno jednak bitwa zmęczyła władcę do tego stopnia, ze kazał sobie przynieść tron królewski.
Jednak już wcześniej powoływano się na nazwę „Tron Książęcy”. Odwołuje się do niej w swojej relacji z podróży z roku 1587 pastor Rhenan, będąc tu z polecenia księcia pomorskiego w poszukiwaniu źródeł wód mineralnych.
Według jednej z legend nazwa pochodzi stąd, że w dawnych czasach na króla był wybierany ten, któremu jako pierwszemu udało się od strony morza wdrapać na skałę i zasiąść na umieszczonym na niej tronie.